# جامعه ژاپنی دوسلدورف

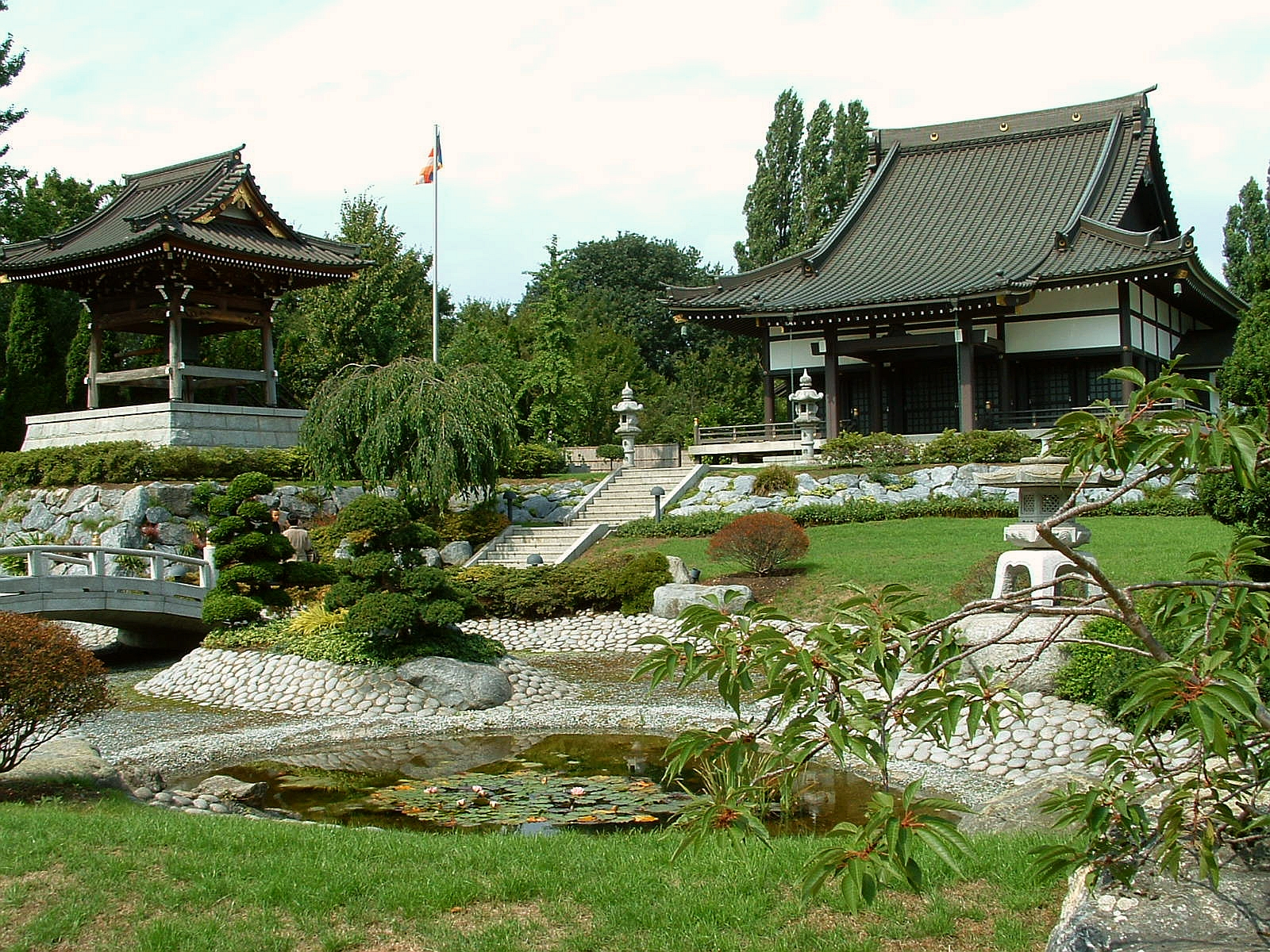
خانه فرهنگ ژاپنی اکو

جامعه ژاپنی دوسلدورف (انگلیسی: Japanese community of Düsseldorf)جامعه ژاپنی ای است که در دوسلدورف، آلمان وجود دارد. این شهر و مناطق اطراف آن از دهه ۱۹۵۰ میزبان شرکت‌های ژاپنی بوده‌است، و تا سال ۲۰۲۱، ۶۳۶ شرکت مرتبط با ژاپن در ایالت نوردراین-وستفالن وجود دارد. حدود ۷۰۰۰ (۲۰۲۱) اتباع ژاپنی در مرکز آن دوسلدورف زندگی می‌کنند.